# Monquirasaurus
Monquirasaurus era un rettile marino appartenente al gruppo dei pliosauri, vissuto nel Cretaceo inferiore (circa 110 milioni di anni fa) in Sudamerica.